# Vestibularni neuronitis
Vestibularni neuronitis (lat. Neuronitis vestibularis) je naziv za sva periferna vestibularna oštećenja jedne strane. Uzrok bolesti je najčešće upala živca (virusna), ali može biti i oštećenje vestibularnog ganglija ili perifernog receptora. 
Bolest se očituje iznenadnim napadom vrtoglavice koji može biti praćen mučninom i povraćanjem, nekoliko takvih napadaja ili stalnim stanjem koje prestaje nakon dva tjedna. 
U liječenju bolesti, najčešće se koriste velike doze vitamina B (B1, B6, B12), ako je bolest uzrokovana virusima. Daju se i lijekovi za ublažavanje simptoma vrtoglavice.
|  | Molimo pročitajte upozorenje o korištenju medicinskih informacija. Ne provodite liječenje bez savjetovanja s liječnikom! |